# إدوارد دبليو. غوس
إدوارد دبليو. غوس هو ضابط وسياسي أمريكي، ولد في 27 أبريل 1893 في واتربوري في الولايات المتحدة، وتوفي في 27 ديسمبر 1972 في ميامي في الولايات المتحدة. نشط حزبياً في الحزب الجمهوري. وقد انتخب عضو مجلس ولاية كونيتيكت ‏ وانتخب عضو مجلس النواب الأمريكي.